# Salou
Pour les articles homonymes, voir Salou (homonymie).
Salou (prononcé en catalan [səˈɫow]) est une commune de la comarque du Tarragonès dans la province de Tarragone en Catalogne. La ville est située près des villes de Cambrils et de Vilaseca, et à environ 10 km de Tarragone et de Reus sur la Costa Daurada et à 112 km de Barcelone. En plus de sa chaîne de plages, du cap et de sa promenade paysagère, l'une de ses principales attractions est le complexe de loisirs PortAventura World Parks & Resort, avec comme actionnaire anciennement Universal Parks & Resorts, la division parc à thème de NBCUniversal. Salou est la capitale touristique de la Costa Daurada, en raison de ses nombreux sites touristiques et ses belles plages. Salou était autrefois célèbre pour sa foire permanente à la fin de la promenade avec la grande roue comme attraction majeure. À proximité se trouve Cambrils et son faubourg de Vilafortuny avec ses villas isolées.

## Géographie
Salou est une station balnéaire située sur la côte méditerranéenne de la Costa Daurada, dans la région de Tarragona, au cœur de la Catalogne.

## Climat
Salou est principalement une ville touristique grâce à son climat sec et ensoleillé de juin à septembre. Toutefois, ce climat peut être changeant à cause d'orages les soirs d'été. Les périodes de beau temps à Salou s'étendent de juin et juillet, avec un temps très ensoleillé presque tous les jours. Par contre, de septembre à mars, la ville reçoit énormément de précipitations avec une variante de 40mm d'eau par mois en moyenne. Les températures restent méditerranéennes, avec des moyennes estivales allant de 16 à 30 °C et des moyennes hivernales allant de 6 à 15 °C.

## Toponymie
Selon l'hypothèse généralement admise, le nom de la ville proviendrait du grec ancien Salanrio « ville assainie », ce qui aurait ensuite évolué en Salauris en latin, avant de donner le nom catalan moderne Salou, prononcé [səˈɫow][réf. nécessaire].

## Histoire
Utilisé comme port par les Ibères, les Grecs et les Romains, Salou fut le théâtre d'un évènement historique important lorsqu'en 1229 la flotte de Jacques Ier d'Aragon quitta le port de Salou à la conquête des Îles Baléares, créant ainsi le royaume de Majorque. En 1286, Alphonse III d'Aragon a également quitté ce port à la conquête de Minorque, le dernier territoire sous contrôle musulman des Baléares. Plus tard, Salou est devenue une base de pirates. Après cela, l'endroit étant considéré comme dangereux, l'archevêque de Tarragone décida, en 1530, d'ériger une tour de défense aujourd'hui appelée Torre Vella. En 1865, la mise en fonction de la gare provoqua l'essor économique de la ville qui conduit lui-même à une expansion touristique porteuse de prospérité cent ans plus tard. Salou est séparée de Vila-seca le 30 octobre 1989 sur décision du Tribunal suprême. Pour les vacanciers qui préfèrent le calme, le Cap Salou à 2 km propose des vacances reposantes au milieu d'un site protégé qui a conservé un peu de son caractère naturel avec ses nombreuses criques.

## Les principaux sites

### Bâtiments historiques, parcs et monuments
- Phare de Salou
- Santa Maria del Mar : église
- Torre Vella
- Harbour Masters Office
- Parc de Salou
- Parc Botanique
- Monument Jaime I
- Lluminosa polices
- Fontaines cybernétiques
- Monument pour le pêcheur
- "Gare" Old Carrilet
- Le Tropical
- Le Snoepy's
- Le Pacha la Pineda
- Le Skyline

### Parcs à thèmes
PortAventura World Park & Resort est un complexe de loisirs comprenant les parcs à thèmes PortAventura Park, PortAventura Caribe Aquatic Park et Ferrari Land, dont deux parcs d'attractions et un parc aquatique.
Le parc aquatique Aquapolis est situé dans la ville voisine de La Pineda.

### Plages

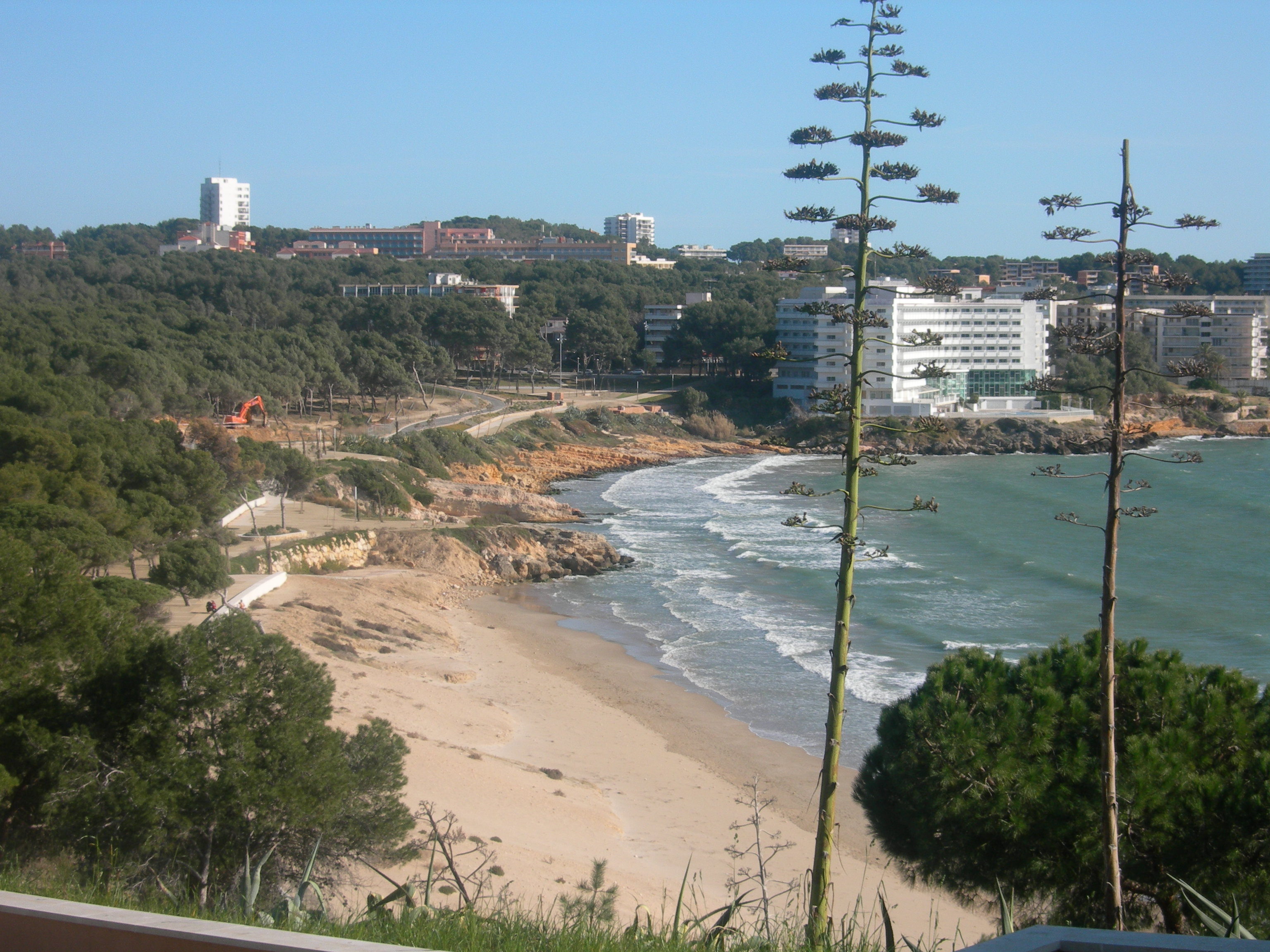
Platja Llarga.

La promenade de Salou (Passeig Jaume I) est l'un des plus beaux monuments de Salou. Elle longe la côte adjacente à la plage Llevant, la plus grande plage de la ville. Les autres plages sont Platja de Ponent, Platja dels Capellans, Platja Llarga et Crancs Cala. La commune propose 34 plages Pavillons bleus d'Europe. Les vacanciers y pratiquent les sports nautiques tels que bateaux bananna, pédalo, planche à voile. Des excursions en bateau peuvent être organisées sur la plage principale, appelée la plage Llevant.

### Golf
Lumine Golf Club, (anciennement connu sous le nom de golf de PortAventura) propose trois cours : le cours septentrional, le cours méridional et le cours central. Greg Norman a conçu le cours septentrional et le cours méridional. Le cours méridional est à mettre à l'actif du projet vert. Les installations se composent de deux pavillons, d'un club de plage, de restaurants, d'une boutique professionnelle, de services de location et d'une école de golf.

### Théâtre
Le théâtre de la commune est le Teatre Auditori de Salou. Le TAS reçoit des événements locaux et des actes célèbres tels ceux de Sergio Dalma.

## Commerces
Il existe une vaste gamme de magasins de souvenirs et de mode à Salou. Deux villes proches sont encore mieux fournies en commerces. Il s'agit de Tarragone (15 minutes) et Barcelone (1 heure 20 minutes). Le centre commercial le plus proche de Salou se trouve à Vila-seca. Appelé Port Halley, il se situe à environ 5 minutes à pied de PortAventura World. Le centre commercial comprenait autrefois une piste de bowling, des restaurants, un cinéma, un supermarché Mercadona et autres magasins généraux, tels que Decathlon. Le centre de Salou accueille un marché aux puces le lundi.

## Vie nocturne
La clientèle de la station étant principalement familiale, de nombreux bars tels que The Rose & Crown, Champions and Robin Hood répondent aux besoins des familles, notamment grâce à des divertissements adaptés à tous. La Maison de l'illusion est un spectacle en soirée, proposant deux repas et des boissons gratuites pendant la projection ou pour simplement boire gratuitement pendant le spectacle mettant en vedette de magiciens professionnels, illusionnistes, hypnotiseurs et danseuses de cabaret. La station possède de nombreux bars et clubs qui ciblent plus particulièrement les jeunes  : Snoepy's, Flashback, Lido, Pachito, Tropical, Kiss, Underground et Pacha dans la localité voisine de La Pineda.

## Sport et tourisme
Salou sert de base pour le Rallye Catalunya, qui fait partie du championnat du monde des rallyes. La ville a également accueilli des coupes de volleyball, des tournois de football, un triathlon ainsi que plusieurs autres compétitions sportives.
Saloufest est le festival de sports universitaire qui a lieu à deux occasions chaque année en avril. Le festival est connu pour ses débauches. Il inclut des DJs et des partys à la boîte de nuit appelée Pacha.
Prochainement, le gouvernement local prévoit de faire de Salou une destination pour le tourisme sportif en faisant la promotion de différents projets incluant des installations de premières qualités pour devenir une destination touristique surtout durant la saison basse. Ils ont annoncé la construction de plusieurs piscines, terrains de football, bars et billards. 
Salou est un des sites pour les Jeux Méditerranéen de 2017 pour la voile.

## Festivités
- Cavalcade Sage's (janvier)
- Cós Blanc (festival d'hiver, premier week-end de février)
- Festival des enfants (juin)
- Fiesta de San Juan (fin juin)
- Nits Daurades (festival de l'été, la semaine de 15 août) avec beau feu d'artifice
- Festa del Rei Jaume I (7 septembre)
- Journée nationale (11 septembre)
- Festa de la Segregació (30 octobre)

## Transports
La société locale des bus de Salou, Cambrils et La Pineda Bus Plana

### Aéroport
L'aéroport le plus proche de Salou est l'aéroport de Reus qui relie la commune par un service de bus réguliers. Il est suivi par l'aéroport de Barcelone (1 heure en voiture ou en train). L'aéroport de Reus est principalement desservi par la compagnie Ryanair. Pendant l'été, les grandes lignes de charters du Royaume-Uni utilise Reus comme principal aéroport de la Costa Dorada. L'aéroport dessert principalement les destinations intérieures, du Royaume-Uni et d'Irlande ainsi que d'autres destinations européenne. Bus Plana Bus Transfers REUS AIRPORT- La Pineda, Salou, Port Aventural Hotels & Cambrils.

### Transports Publics
La compagnie d'autobus Plana Bus dessert la région des destinations telles que Cambrils, La Pineda, PortAventura, Reus, Tarragone et Barcelone. Des compagnies de taxis sont également disponibles.

### Chemins de fer
La gare de Salou est desservie par le réseau d’État espagnol, Renfe. Le train s'arrête dans les grandes stations tout au long de Catalogne dont Barcelone.

## Salou dans la culture populaire
Le film néerlandais "Costa!" et la série télévisée du même nom ont tous deux été filmés à Salou.
La chanson "Vamos a Salou" du groupe Les Gauff' au Suc', extrêmement populaire en Belgique, parle d'un voyage à Salou.